# Abbaye Notre-Dame-de-Grâce de Bricquebec
Pour les articles homonymes, voir Abbaye Notre-Dame et Notre-Dame-de-Grâce (homonymie).
L'abbaye Notre-Dame-de-Grâce, fondée au XIXe siècle, est une abbaye cistercienne en activité, qui se dresse sur le territoire de la commune française de Bricquebec, dans le département de la Manche, en région Normandie.

## Historique
L'abbaye est fondée le 13 juillet 1824 par l'abbé Bon-Henry Onfroy (1777-1857). Fils du fermier du Houguet, où il est élevé, ordonné prêtre en 1806, curé de Digosville, celui-ci désirait se consacrer à la vie monastique. Son évêque accepta à condition qu'il fonde un monastère dans le diocèse qui comptait de nombreuses et belles abbayes abandonnées depuis la Révolution, mais Bon Onfroy n'avait pas d'argent pour les acheter. Enfin, un terrain inculte et marécageux lui est proposé à Bricquebec par un meunier qui devint novice les premières années, avant de se raviser et de vendre en partie son terrain au monastère. Une affiche de décembre 1823 détaille les biens en présence : trois moulins (froment, orge, sarrasin) dans le Bois du Pied-Duval pour une surface de 4 ha et 80 a, et une terre, triage des Luzernes, contenant une maison, un cabinet, des chambres, des étables, une grange, un pressoir, un cellier et des cours sur environ 8 ha.
Bon Onfroy désirant se rattacher à un ordre monastique existant, l'abbaye de Port-du-Salut (Mayenne) lui prête trois moines pour aider le jeune monastère à vivre la vie cistercienne. Le 29 juillet 1825, le pape Léon XII reconnaît celui-ci comme prieuré et l'affilie à l'ordre de Cîteaux, congrégation de Notre-Dame de la Trappe (qui est le futur ordre cistercien de la Stricte Observance ), dépendant de l'abbaye de Melleray en Loire-Atlantique. En 1834, l'église est construite suivant les plans érigés par Charles Robert (1804-1885), chanoine et doyen du chapitre de Rouen.
En 1836, Rome érige le prieuré en abbaye et son fondateur devient le premier abbé sous le nom de Dom Augustin Onfroy. Parmi les successeurs de l'abbé fondateur, Dom Vital Lehodey fit connaître l'abbaye par ses ouvrages spirituels à la diffusion importante.
Les moines de Bricquebec assèchent les marécages, créent une ferme de vaches laitières, des moulins, une fromagerie, un élevage porcin, un élevage avicole, un laboratoire de charcuterie et un magasin monastique. Ils ont longtemps été célèbres en Normandie pour leur fromage, la Trappe de Bricquebec.
Pendant la Première Guerre mondiale, l'abbaye abrite l'hôpital auxiliaire 117, comprenant 60 places, qui accueillera une majorité d'hommes du Nord de la France et de Belgique.

## Missions au Japon
Avec l'ouverture du Japon au XIXe siècle viennent les missionnaires. Deux prieurés sont créés dans le Hokkaido (Japon): en 1896 à Tobetsu (moines) et en 1898 à Tenshien (moniales),. Les débuts y sont difficiles, mais avec l'acceptation de la paternité des maisons du Japon par Dom Vital Lehodey (1857-1948), ces fondations vont s'épanouir et essaimer sur le territoire nippon :
- Seiboen en 1935, moniales ;
- Imari en 1953, moniales ;
- Nasu en 1954, moniales[9] ;
- Ōita en 1980, moines[10] ;
- Ajimu en 1981, moniales[11] ;
- Sujong (Corée du Sud) en 1986, moniales[12],[13].

## La Trappe aujourd'hui
En 2023, la communauté compte 9 moines cisterciens trappistes, le supérieur est Dom Simon-Marie Nguyen (à partir du 14 septembre 2024). Les trappistes de Bricquebec ont fondé plusieurs abbayes filles au Japon et chaque année, le supérieur se rend au Japon pour leur rendre visite.

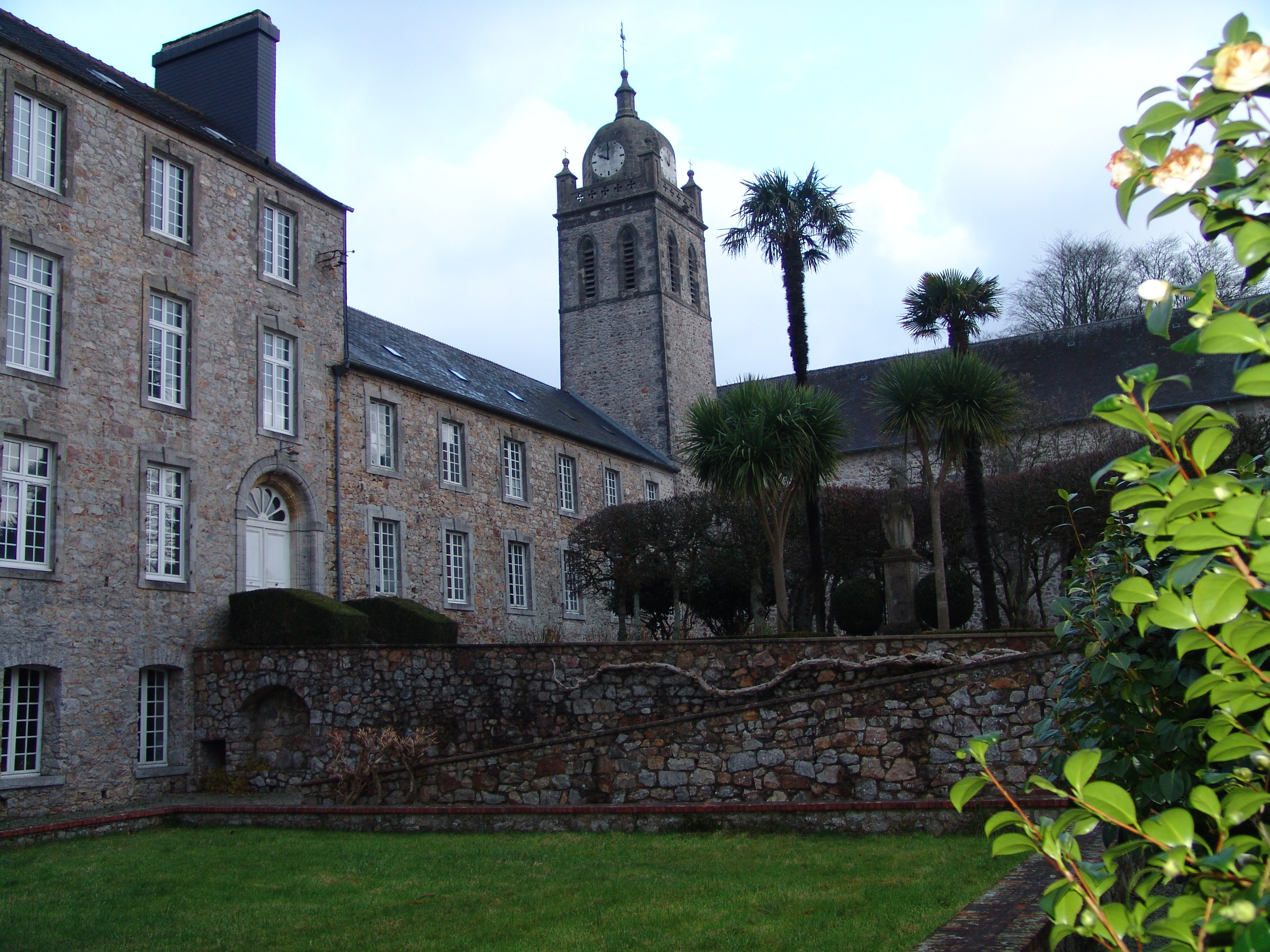
Vue du clocher et d'une cour de l'abbaye.
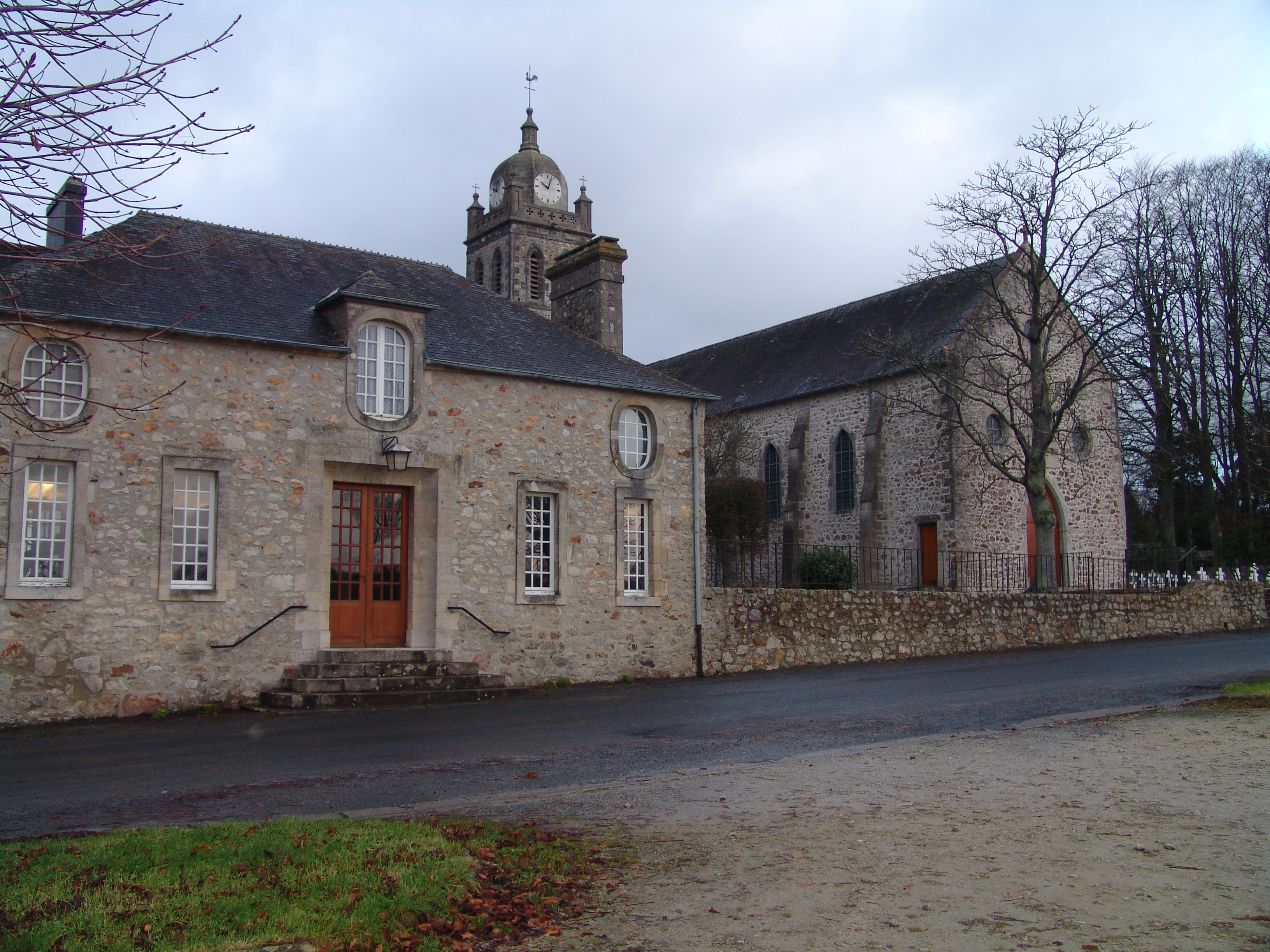
Vue de l'église abbatiale et de l'hôtellerie de l'abbaye.
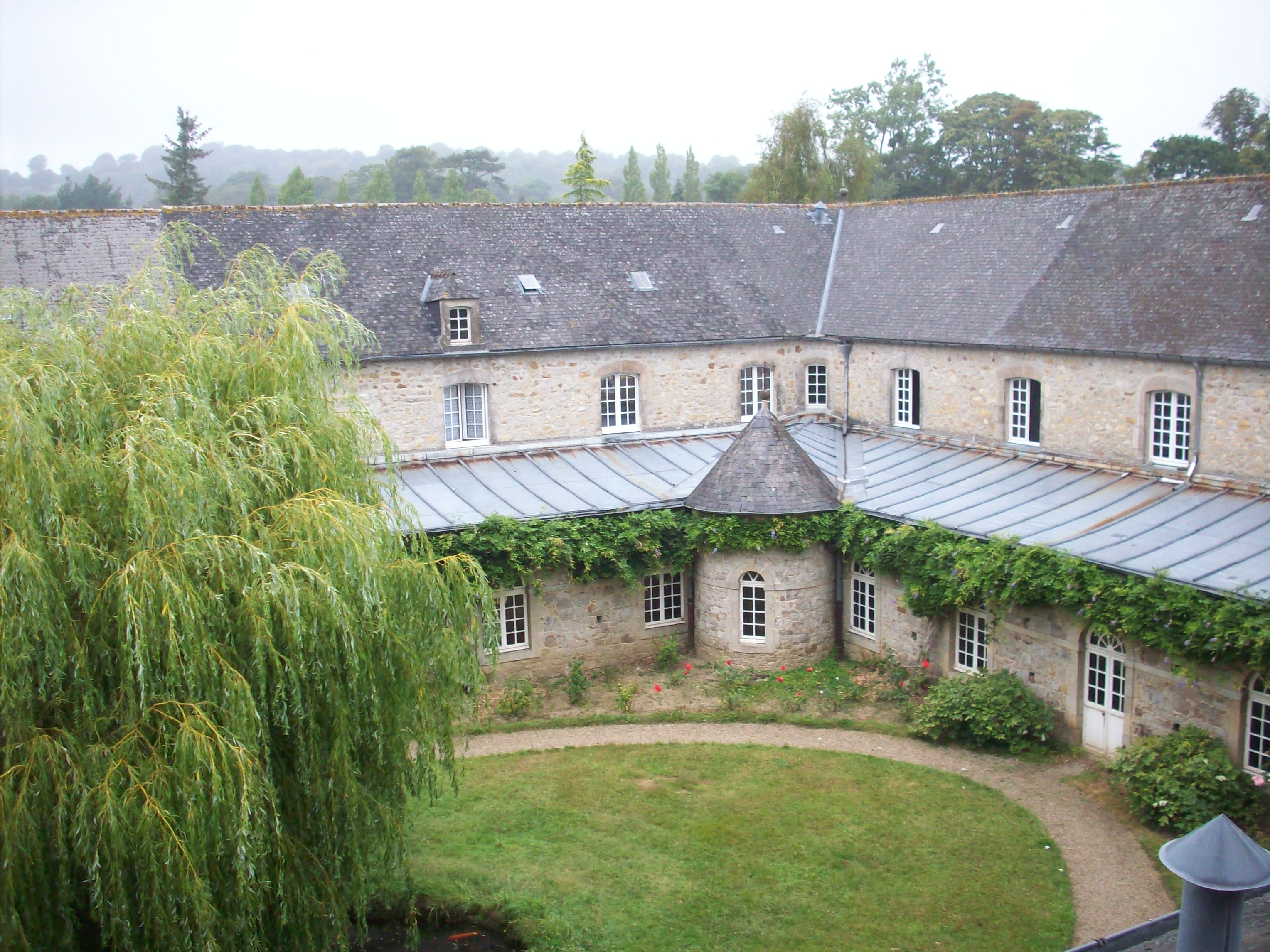
Vue du cloître depuis l'hôtellerie.

## Charcuterie de la Trappe
Un moine de la communauté, le père Marc, passionné par l'élevage du porc, a monté une petite entreprise élevant des porcs et confectionnant de la charcuterie.

## Listes des supérieurs depuis la fondation

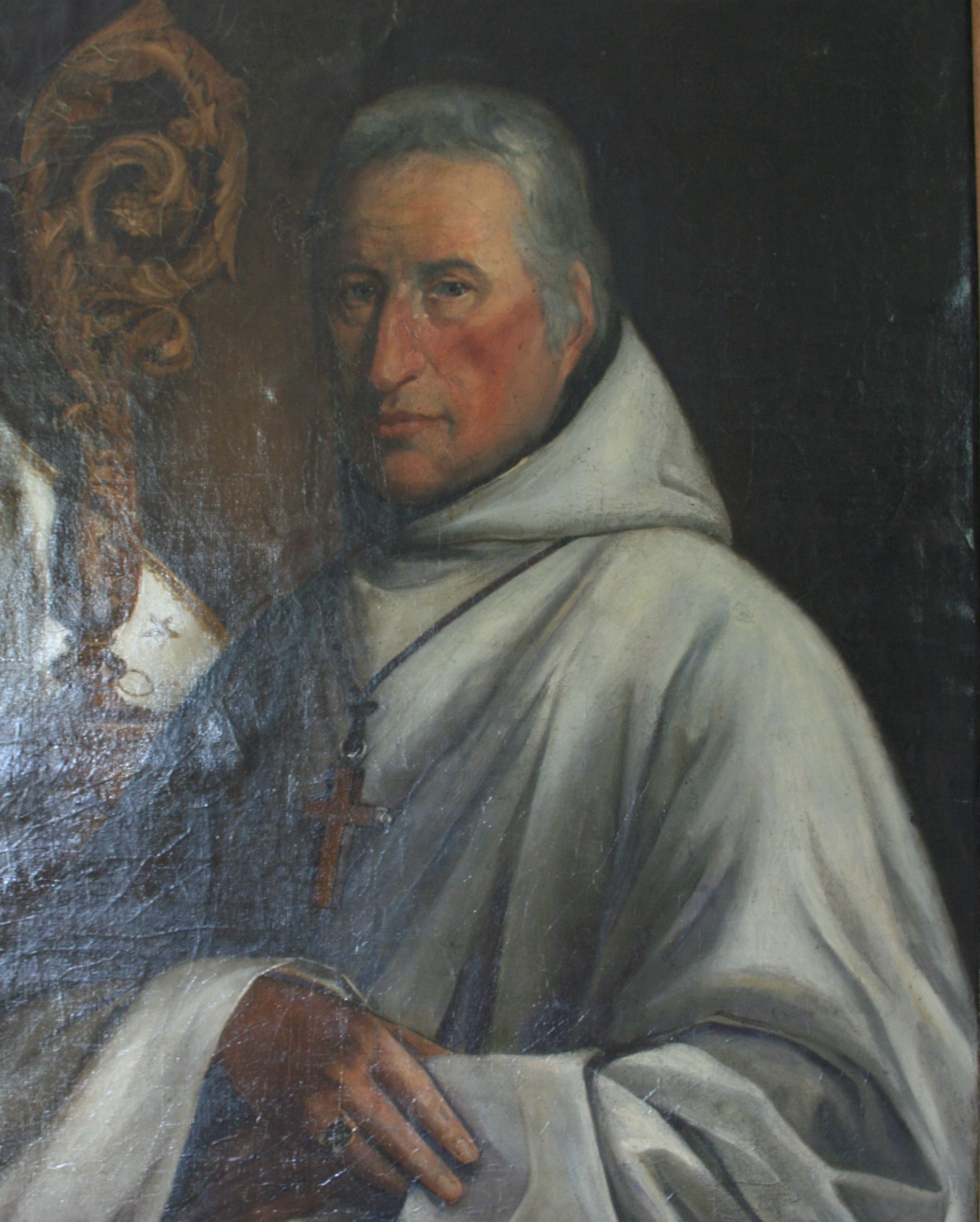
Dom Augustin Onfroy.

- 1824 - 1825 : Père Augustin Onfroy, fondateur
- 1825 - 1826 : Dom Pierre Gauban, prieur provisoire
- 1826 - 1836 : Dom Augustin Onfroy, prieur titulaire
- 1836 - 1857 : Dom Augustin Onfroy, abbé
- 1857 - 1858 : Dom Bernard Bazin, supérieur provisoire
- 1858 - 1872 : Dom Bernard Bazin, abbé
- 1872 - 1874 : Dom Germain Furet, supérieur provisoire
- 1874 - 1893 : Dom Germain Furet[note 1], abbé
- 1893 - 1895 : Dom Vital Lehodey, supérieur provisoire
- 1895 - 1929 : Dom Vital Lehodey[note 2], abbé
- 1929 - 1933 : Dom Louis Kervingant, abbé, tué dans un accident de voiture, en 1933
- 1933 - 1933 : Dom Raphaël Gouraud, élu le 7 août et accident de voiture le jour même, il meurt le lendemain !
- 1933 - 1936 : Dom Maur Daniel, supérieur ad nutum
- 1936 - 1939 : Dom Maur Daniel, abbé
- 1939 - 1940 : Dom Marie-Joseph Marquis, prieur administrateur
- 1940 - 1981 : Dom Marie-Joseph Marquis, abbé
- 1981 - 1996 : Dom René Bonpain, abbé
- 1996 - 2011 : Dom Charles Robilliard, abbé
- 2011 - 2015 : Dom Paul Houix, supérieur ad nutum (abbé émérite de Timadeuc)
- 2015 - 2017 : Dom Charles Robilliard, supérieur ad nutum (abbé émérite)
- 2017 - 2024 : Père Bernard Duymentz, de l’abbaye de la Trappe, commissaire apostolique du monastère de Bricquebec
- 2024 - ... : Dom Simon-Marie Nguyen, supérieur ad nutum